# Apamea antennata
Apamea antennata är en fjärilsart som beskrevs av Smith 1890. Apamea antennata ingår i släktet Apamea och familjen nattflyn. Inga underarter finns listade i Catalogue of Life.